# Ceratocapsus denticulatus
Ceratocapsus denticulatus är en insektsart som beskrevs av Knight 1925. Ceratocapsus denticulatus ingår i släktet Ceratocapsus och familjen ängsskinnbaggar. Inga underarter finns listade i Catalogue of Life.